# Цезар Франк
Вижте пояснителната страница за други личности с името Цезар.
Цезар-Огюст-Гийом-Юбер Франк (на френски: César-Auguste-Jean-Guillaume-Hubert Franck) е френски композитор, органист и преподавател по музика от белгийски произход, нареждан сред най-значимите фигури за френската класическа музика от 19 век. Получава френско поданство през 1870 г.

## Биография
Цезар Франк е роден в Лиеж, Белгия. Неговият баща имал амбицията да го превърне в концертиращ пианист. Започва обучението си в консерваторията на Лиеж, след което, през 1837 г., отива в Парижката консерватория. След завършването ѝ през 1842 г. той за кратко се връща в Белгия, но през 1844 г. отново се завръща в Париж, където се установява до края на живота си.
През първите си години в Париж Франк преживявал от преподавателска дейност – както частно, така и в академични учебни заведения. В същото време той е и органист – от 1847 до 1851 г. в църквата „Нотр Дам дьо Лорет“, а след това - от 1851 до 1858 г. - в „Сен Жан - сен Франсоа“. През това време той се сприятелява с френския органов строител Астрид Кавайе-Кол и усъвършенства техниката си на органист и импровизатор.
През 1858 г. той става органист в новоосветената базилика „Сен-Клотид“, където той свири до края на живота си. Неговата първа серия от органови композиции, издадена чак през 1868 г., когато той е на 46, съдържа и неговата „Голяма симфония“ („Grande piece Symphonique“), която е определяна за най-добрата му творба за орган. Франк е и професор по орган в Парижката консерватория от 1872 г. до края на живота си. Негови възпитаници са Венсан д'Енди, Ернест Шосон, Луи Виерн и Анри Дюпор. Като органист той е известен с импровизаторските си умения, на базата на които той написва дванадесетте си основни органови творби. Поради това той често е определян като вторият по значимост композитор на органова музика след Й.С.Бах. Неговите композиции, определяни от мнозина като най-добрите френски за столетието, поставят основите на френския органов симфоничен стил, а в частност неговата „Голяма симфония“, една 25-минутна творба, е като първообраз за органовите симфонии на Шарл-Мари Видор, Луи Виерн и Марсел Дюпре.
Много от композициите на Франк са изградени върху цикличната форма – метод за постигане на единство в няколко различни части, в които основните теми са построени върху един мотив. Основните мелодични линии се повтарят ясно във финала. В музиката си Франк акцентира върху контрапункта, използвайки хармоничен език, типичен за времето на Романтизма, което показва силното му влияние от композитори като Ференц Лист и Рихард Вагнер.
Колкото и да е необичайно за композитор от величината на Франк, неговата слава се дължи преди всичко на малкото композиции, които той написва в последните си години: Симфония в ре-минор (1886-88), Симфонични вариации за пиано и оркестър (1885), Прелюд, хорал и фуга за пиано (1884), Соната за цигулка и пиано в ла-мажор (1886) и Клавирен квинтет във фа-минор. Една от най-известните му къси композиции е мотетът Panis angelicus, първоначално изпълняван от тенор, а днес най-често от сопран.
През 1890 г. Франк претърпява инцидент, след като файтонът, в който пътува, е блъснат от теглен от коне трамваен вагон. Малко след това той написва три хорала за орган. Умира няколко месеца след катастрофата вследствие на белодробни усложнения, предизвикани от инцидента. Погребан е в гробището на Монпарнас, Париж.

## Произведения
Цезар Франк оставя 97 музикални произведения.

### Оркестрова музика
- Symphonie en ré mineur (FWV 48)
- Les Djinns (FWV 45)
- Le Chasseur maudit (FWV 44)
- Les Éolides (FWV 43)
- Psyché (FWV 47)
- Variations symphoniques pour piano et orchestre (FWV 46)
- Grand concerto pour piano et orchestre n° 2, en si mineur, opus 11

### Камерна музика
- Sonate pour violon et piano en la majeur (1886) (FWV 8)
- Trio pour piano, violon et violoncelle en fa# mineur opus 1 numéro 1
- Quatuor à cordes en ré majeur (1889) (FWV 9)
- Quintette pour piano et cordes en fa mineur (1879) (FWV 7)

### Музика за пиано
- Églogue op. 3 (FWV 11)
- Premier Grand Caprice op. 5 (FWV 13)
- Prélude, Choral et Fugue (1884) (FWV 21)
- Prélude, Aria et Final (1887) (FWV 23)

### Религиозна музика

#### Оратории
- Ruth (1846) (FWV 51)
- Rédemption (1874) (FWV 52)
- Les Béatitudes (1879) (FWV 53)
- Rebecca (1881) (FWV 54)

#### Меси
- Messe solennelle (FWV 59)
- Messe à trois voix (FWV 61, avec Panis Angelicus)

#### Мотети
- Quare fremuerunt gentes (FMV 67)

### Музика за орган
Основните произведения, дванадесет на брой, са написани между 1860 и 1890 г.:
- Six Pièces pour grand orgue (1860-1862)
  - Op. 16 (FWV 28) Fantaisie en do majeur (Poco lento) - 1860
  - Op. 17 (FWV 29) Grande Pièce Symphonique en fa dièse mineur (Andantino serioso) - 1860/62
  - Op. 18 (FWV 30) Prélude, Fugue et Variation en si mineur (Andantino) - 1862
  - Op. 19 (FWV 31) Pastorale en mi majeur (Andantino) - 1863
  - Op. 20 (FWV 32) Prière en do dièse mineur (Andantino sostenuto) - 1860
  - Op. 21 (FWV 33) Final en si bémol majeur (Allegro maestoso) - 1862
- Trois Pièces pour grand orgue (1878)
  - FWV 35 – Fantaisie en la majeur (Andantino)
  - FWV 36 – Cantabile en si majeur (Non troppo lento)
  - FWV 37 – Pièce Héroïque en si mineur (Allegro maestoso)
- Trois Chorals pour grand orgue (1890)
  - FWV 38 – Choral n° 1 en mi majeur (Moderato)
  - FWV 39 – Choral n° 2 en si mineur (Maestoso)
  - FWV 40 – Choral n° 3 en la mineur (Quasi allegro)

### Опери
- 1841 : Stradella, опера (CFF 229)
- 1851-1853 : Le Valet de ferme, опера (CFF 230)
- 1879-1885 : Hulda, скандинавска легенда (FWV 49)
- 1888-1890 : Ghiselle, лирическа драма (FWV 50)